# Poecilocharax
Poecilocharax és un gènere de peixos de la família dels crenúquids i de l'ordre dels caraciformes.

## Taxonomia
- Poecilocharax bovalii (Eigenmann, 1909)[2]
- Poecilocharax weitzmani (Géry, 1965)[3][4][5][6][7][8][9][10]